# Nové Syrovice
Nové Syrovice település Csehországban, a Třebíči járásban. Nové Syrovice Dešov, Blížkovice, Zálesí, Dědice, Kojatice, Moravské Budějovice, Nimpšov, Častohostice és Láz településekkel határos. Lakosainak száma 925 fő (2024. január 1.).

## Népesség
A település lakosságának változását az alábbi diagram mutatja:
| Lakosok száma | 767  | 814  | 1026 | 907  | 1005 | 986  | 953  | 922  | 899  | 925  |
|               | 1869 | 1890 | 1921 | 1950 | 1980 | 2001 | 2017 | 2019 | 2022 | 2024 |